# Mink Peak
Mink Peak är en bergstopp i Antarktis. Den ligger i den centrala delen av kontinenten. Inget land gör anspråk på området. Toppen på Mink Peak är 2 145 meter över havet, eller 401 meter över den omgivande terrängen. Bredden vid basen är 3,1 km.
Terrängen runt Mink Peak är varierad. Trakten är obefolkad. Det finns inga samhällen i närheten.